# Nether Exe
Nether Exe – wieś w Anglii, w hrabstwie Devon, w dystrykcie East Devon. Leży 8 km na północ od miasta Exeter i 250 km na zachód od Londynu. W 2001 miejscowość liczyła 47 mieszkańców.